# Setepenre
Setepenre, auch Setep-en-Re oder Setep-en-Ra, war eine altägyptische Prinzessin der 18. Dynastie. Sie war die sechste, jüngste und letzte belegte Tochter von König (Pharao) Echnaton und seiner Großen königlichen Gemahlin Nofretete.
Das Wissen über sie ist sehr gering, da es so gut wie keine Abbildungen von ihr gibt. Wie Neferneferure wurde auch sie wahrscheinlich zwischen dem 10. und 12. Regierungsjahr in Achet-Aton geboren. Sie verstarb vermutlich ebenfalls im Kleinkinderalter im 14. Regierungsjahr ihres Vaters.
Wie bei ihrer Schwester Neferneferure ist in ihrem Namen die Gottheit nicht mehr Aton, sondern Re.